# Marduquenadinaqui
Marduquenadinaqui (em acádio: Marduk-nādin-aḫi, "O deus Marduque é aquele que deu o irmão") foi um príncipe babilônico, filho de Nabucodonosor II (605-562 a.C). Ele é o primeiro dos filhos atestados de Nabucodonosor, aparecendo em um documento legal, provavelmente como um adulto, pois ele é descrito como sendo responsável por sua própria terra já no terceiro ano de Nabucodonosor como rei (602/601 a.C.). Presumivelmente, o filho primogênito de Nabucodonosor, se não o filho mais velho, e, portanto, seu herdeiro legítimo. Ele também é atestado bem tarde no reinado de Nabucodonosor, nomeado como um 'príncipe real' (mār šarri) em um documento que registra a compra de tâmaras por Sin-mār-šarri-uṣur, seu servo, em 563 a.C.
Evil-Merodaque foi escolhido como herdeiro do trono durante o reinado de seu pai e é atestado como tal em 566 a.C. Sendo que Evil-Merodaque não era o filho mais velho de Nabucodonosor é estranho porque Marduquenadinaqui não se tornou o sucessor de Nabucodonosor.